# Ludwig Anton von Zierotin
Ludwig Anton von Zierotin – pan na Velkich Losinach, syn Johanna Ludwiga von Zierotin, ojciec Marianny Karoliny von Zierotin-Lilgenau żony Jana Nepomucena II Carla Praschma. Na mocy testamentu Michaela von Zierotin został w 1779 r. właścicielem morawskiej części jego dóbr.